# سفط بيض

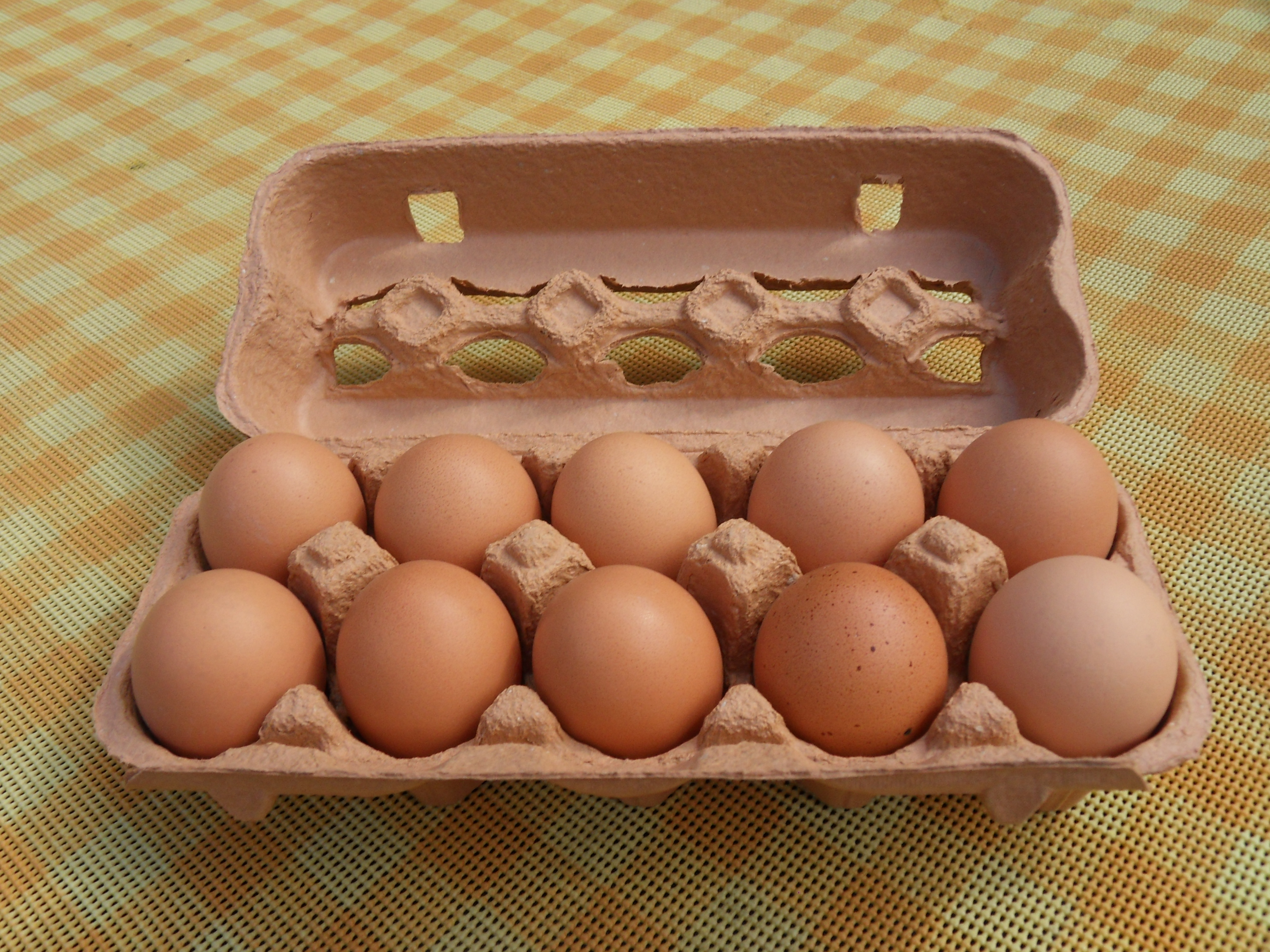
A filled egg carton.

كرتونة البيض هي قطعة من الكارتون المخصص لحمل ونقل مجموعة من البيض وتسمى صندوق البيض في اللغة الإنجليزية.

## الوصف

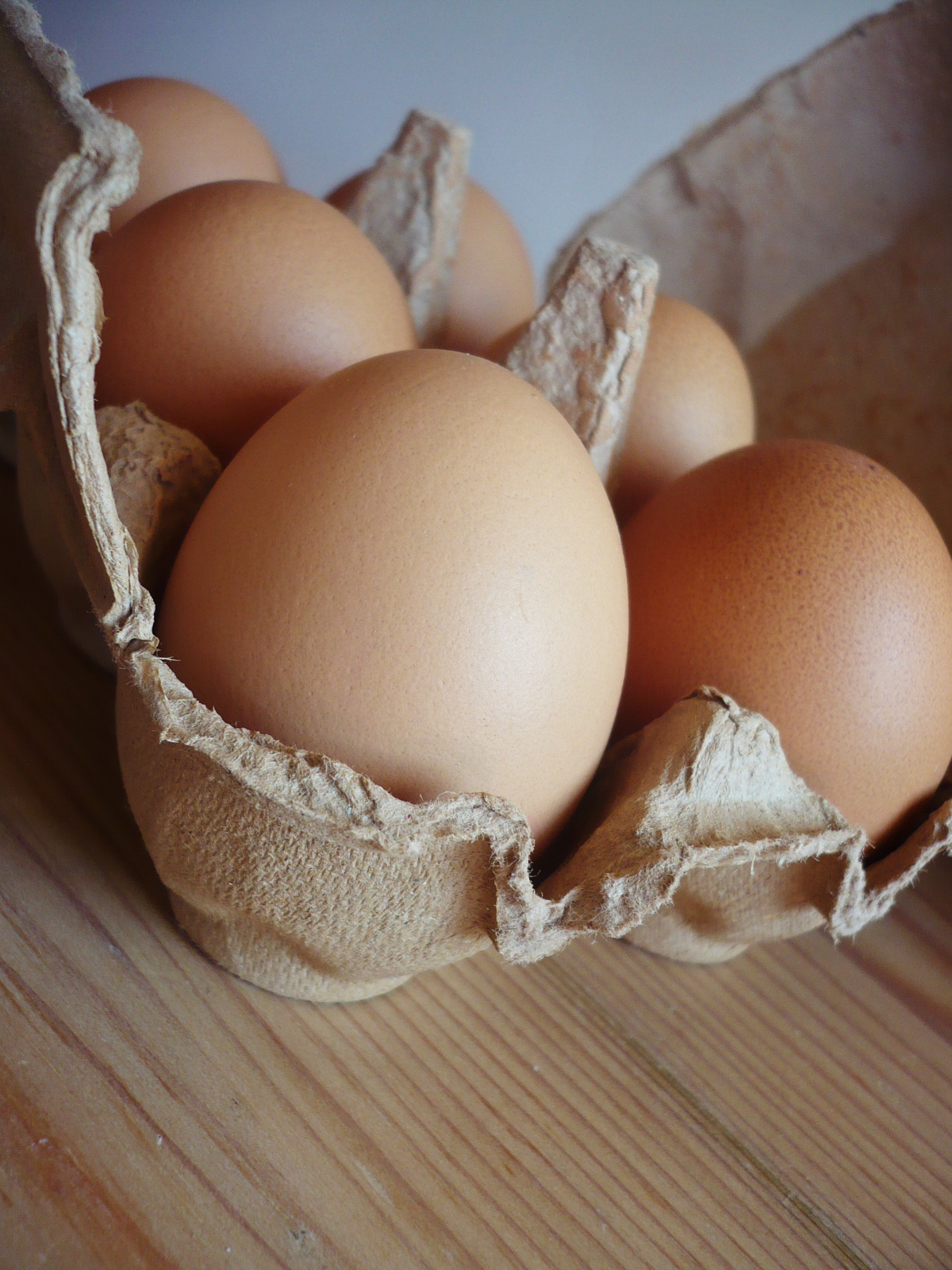
A carton of six eggs.

ويوجد في قطعة الكرتون تلك فجوة لتغليف البيضة من الاسفل وتكون مناسبة لاستيعاب  كل بيضة بشكل منعزل عن باقي البيض في تلك الفجوات التي على مسافات متساوية. هذه الشكل يساعد علي حماية قشر البيض من التصادم والانكسار خلال النقل والتخزين عن طريق الحد من التصادم  وحوادث كسر قشرة البيضة الهشة. ويصنع كرتون البيض من مواد متنوعة مثل الإسفنج, البلاستيك البوليستر والبلاستيك النقي أو ممكن إعادة استخدام المخلفات الورقية ورق كارتون مصنع من مخلفات الورق  وعجنها عن طريق عملية إعادة تدوير الورق.

## تطبيقاته
فرش البيض في أماكنه  والذي يتبع نفس النمط ولا يستخدم في نقل البيض وهي عبارة عن مرتبة خفيفة الوزن  نستفيد من وزنها الخفيف وقد تستخدم لنقل المواد الحساسة للكسر أثناء السفر.
وتستخدم نفس مادة صنع كرتون البيض في صناديق الشحن والحمل لحماية العناصر المنقولة.
وبالمثل الفوم المضاد للصوت والتي تساعد على الحد من الرنين الصوتي  لها نفس تكوين ومواد كرتون البيض. كرتون البيض يستخدم لأنه أقل تكلفة وبديل عن الفوم المضاد للصوت والذي يجب أن تلبي معايير الحد من الضوضاء والحرائق.

## الأصل
أول أختراع كرتون البيض كان يحمل في سلة البيض. الأصل في اختراع صندوق البيض الذي أُخترع بواسطة توماس بيتر بِثِل في ليفربول عام 1906 وسوقه كصندوق بيض حقيقي. قام بإنتاج إطارات من شرائط متداخلة من الورق المقوى.
هذه الإطارات كانت معبأة في صناديق من الورق المقوى أو صناديق خشبية للنقل عن طريق البر أو السكك الحديدية.
تم اختراع كرتون البيض في عام 1911  عن طريق المحرر جوزيف كويل من سميذرز في كولومبيا البريطانية لحل نزاع بين مُزارع ومالك فندق في ألدرميري بالقرب من تيلكوا في الوقت الحالي، في كولومبيا البريطانية حيث بعض أحيانا يسلم المُزارع البيض مكسور.
تم تسجيل براءة اختراع كرتون البيض في عام 1921 من قبل موريس كوبلمان.
تم تسجيل براءة اختراع كرتون البيض عام 1969  من قبل نقابة الصناعة المتحدة في ولاية ماين. كان UIS شريك لشركة بورتلاند والمخترعون الثلاثة المدرجون هم والتر هوارث وجيرالد سنو وهارولد دوتي.
علي العكس من باقي المنتجات في عملية طباعة العلامة التجارية والإعلان عن شركات بيع البيض لا يتم على الكرتون البيض  ولا على كل كرتونة منفصلة مثل (حبوب الافطار) تغليف كرتون البيض وجودة عرضها في رف بيع التجزئة هو ما يميز الشركات عن بعضها.

## الحجم
عدد الفجوات المخصصة لوضع البيض 12 فجوة وهذا هو القياسي ولكنه قد يصنع في أحجام متباينة  قد يحمل من 3 بيضات إلى 20 بيضة. تستخدم في العادة الصواني لتخزين البيض الطازج من المزارع أو في الأسواق. كما أن صواني البيض البلاستيكية لغسل وتعقيم البيض وقد تستخدم صواني من الورق المقوى إضافية  لتنسيقها كما في الأدراج.